# USS Tench
USS Tench (SS-417/AGSS-417) là một tàu ngầm, là chiếc dẫn đầu của lớp tàu mang tên nó, được Hải quân Hoa Kỳ chế tạo vào giai đoạn cuối Chiến tranh Thế giới thứ hai. Nó là chiếc tàu chiến duy nhất của Hải quân Hoa Kỳ được đặt cái tên này, theo tên loài cá chép nhớt. Nhập biên chế năm 1944, nó đã phục vụ trong giai đoạn sau cùng của Thế Chiến II, thực hiện được ba chuyến tuần tra và đánh chìm được bốn tàu Nhật Bản với tổng tải trọng 5.069 GRT. Sau khi xung đột chấm dứt, nó xuất biên chế cho đến năm 1950, rồi được nâng cấp trong khuôn khổ Dự án GUPPY IA, và đã phục vụ trong giai đoạn Chiến tranh Lạnh cho đến năm 1970. Con tàu cuối cùng bị bán cho Peru vào năm 1976 để tháo dỡ làm nguồn phụ tùng. Tench được tặng thưởng ba Ngôi sao Chiến trận do thành tích phục vụ trong Thế Chiến II.

## Thiết kế và chế tạo

### Thiết kế
Lớp tàu ngầm Tench là sự cải tiến tiếp theo của các lớp tàu ngầm hạm đội   Balao và   Gato, vốn đã chứng minh thành công trong hoạt động chống Nhật Bản tại Mặt trận Thái Bình Dương. Lớp tàu này, tích lũy những kinh nghiệm trong giai đoạn đầu của cuộc xung đột, là lớp tàu ngầm cuối cùng được Hải quân Hoa Kỳ chế tạo trong chiến tranh.
Những chiếc lớp Tench có chiều dài 311 ft 9 in (95,02 m), mạn tàu rộng 27 ft 4 in (8,33 m) và mớn nước tối đa 17 ft (5,2 m), có trọng lượng choán nước 1.570 tấn Anh (1.600 t) khi nổi và 2.414 tấn Anh (2.453 t) khi lặn. Chúng trang bị bốn động cơ diesel Fairbanks-Morse 38D8-⅛ 10-xy lanh chuyển động đối xứng, dẫn động máy phát điện để cung cấp điện năng cho hai động cơ điện, đạt được công suất 5.400 shp (4.000 kW) cho phép di chuyển với tốc độ tối đa 20,25 hải lý trên giờ (37,50 km/h) khi nổi. Khi hoạt động ngầm dưới nước, chúng được cung cấp điện từ hai dàn ắc-quy Sargo 126-cell để vận hành hai động cơ điện General Electric lõi kép tốc độ chậm, có công suất 2.740 shp (2.040 kW) và đạt tốc độ tối đa 8,75 kn (16,21 km/h). Tầm xa hoạt động là 16.000 hải lý (30.000 km) khi đi trên mặt nước ở tốc độ 10 kn (19 km/h) và có thể hoạt động kéo dài đến 75 ngày; tuy nhiên khả năng hoạt động ngầm bị giới hạn bởi dung lượng điện ắc-quy, sẽ cạn trong 48 giờ khi di chuyển với tốc độ 2 kn (3,7 km/h). Chiếc tàu ngầm mang theo tiếp liệu đủ cho mười sĩ quan và 71 thủy thủ trong 75 ngày.
Lớp Tench được trang bị mười ống phóng ngư lôi 21 in (530 mm), gồm sáu ống trước mũi và bốn ống phía đuôi tàu, và mang theo tổng cộng 28 quả ngư lôi. Vũ khí trên boong tàu gồm một hải pháo 5 inch/25 caliber, một khẩu pháo phòng không Bofors 40 mm nòng đơn và một khẩu đội Oerlikon 20 mm nòng đôi, kèm theo hai súng máy .50 caliber.

### Chế tạo
Tench được đặt hàng vào ngày 22 tháng 2, 1943 và được đặt lườn tại Xưởng hải quân Portsmouth ở  Kittery, Maine vào ngày 1 tháng 4, 1944. Nó được hạ thủy vào ngày 7 tháng 7, 1944, được đỡ đầu bởi bà Claudia Alta Johnson, phu nhân dân biểu Lyndon Baines Johnson, và được cho nhập biên chế cùng Hải quân Hoa Kỳ vào ngày 6 tháng 10, 1944 dưới quyền chỉ huy của Hạm trưởng, Trung tá Hải quân William B. "Barney" Sieglaff.

## Lịch sử hoạt động

### Thế Chiến II
Sau khi hoàn tất việc chạy thử máy và huấn luyện ngoài khơi New London, Connecticut, Tench lên đường vào ngày 20 tháng 12, 1944 để đi sang khu vực Thái Bình Dương. Sau một giai đoạn huấn luyện tại Trường Sonar Hải quân ở Key West, Florida và tại vùng kênh đào Panama, chiếc tàu ngầm đi đến Trân Châu Cảng vào cuối tháng 1, 1945, và tiếp tục hhuấn luyện tại vùng biển ngoài khơi Oahu.

#### Chuyến tuần tra thứ nhất
Tench khởi hành từ Trân Châu Cảng vào ngày 7 tháng 2 cho chuyến tuần tra đầu tiên trong chiến tranh, và có chặng dừng tại Saipan để tiếp thêm nhiên liệu. Nó hoạt động phối hợp trong thành phần một bầy sói vốn còn các tàu ngầm Sea Devil (SS-400), Balao (SS-285) và Grouper (SS-214). Bầy sói rời Saipan vào ngày 27 tháng 2 để hướng sang khu vực tuần tra được chỉ định trong biển Hoa Đông về phía Tây Nam Kyūshū và mở rộng lên phía Bắc đến tận Hoàng Hải. Trong đêm 6-7 tháng 3, Tench băng qua eo biển Colnett về phía Nam Yakushima để tiến vào biển Hoa Đông. Bốn chiếc tàu ngầm thuộc bầy sói luân phiên các nhiệm vụ tuần tra, quan trắc thời tiết, trinh sát hình ảnh cũng như tìm kiếm và giải cứu những phi công bị bắn rơi.
Vào ngày 18 tháng 3, Tench được lệnh làm nhiệm vụ tìm kiếm và giải cứu ngoài khơi bờ biển phía Tây đảo Kyūshū khi các tàu sân bay thuộc Đệ Ngũ hạm đội tiến hành không kích Nagasaki. Lúc giữa trưa, nó được một máy bay báo cáo về một vùng biển có phẩm màu (dùng để đánh dấu nơi phi công bị bắn rơi) tại một vịnh dọc bờ biển Kyūshū gần thị trấn Akune, Kagoshima. Dưới sự bảo vệ của máy bay tiêm kích F6F Hellcat, chiếc tàu ngầm thận trọng tiến vào vùng biển nông của vịnh. Ngay sau khi xác minh dấu hiệu trên chỉ là sự phản chiếu ánh sáng từ một bãi đá ngầm, Tench bị bất ngờ bởi một tốp lớn máy bay tiếp cận từ phía đuôi trong khi bản thân không thể lặn ẩn nấp tại vùng nước nông. Tốp máy bay này thực ra xuất phát từ tàu sân bay của Đệ Ngũ hạm đội và trên đường quay trở về sau cuộc ném bom, và chiếc tàu ngầm có dịp chứng kiến cuộc không kích xuống Akune, nhắm vào một cầu đường sắt, kho chứa nhiên liệu và một nhà máy.
Trong thời gian còn lại của tháng 3, Tench không tìm thấy mục tiêu nào giá trị. Nó chỉ phá hủy các quả thủy lôi trôi nổi và đánh chìm hai thuyền đánh cá nhỏ vào ngày 28 tháng 3. Vào sáng sớm ngày 3 tháng 4, một máy bay ném bom đối phương xuất hiện buộc nó phải lặn ẩn nấp, và khi trồi lên mặt nước vào chiều tối hôm đó, chiếc tàu ngầm phát hiện qua radar một tàu chiến đang hộ tống một tàu buôn. Do hoàn cảnh trời tối và sương mù, Tench phóng ngư lôi tấn công ngay trên mặt biển, tự nhận đã đánh trúng một quả vào chiếc tàu buôn và gây ra một vụ nổ, nhưng không thể xác nhận chiến công này.
Sau khi Trận Okinawa bắt đầu vào ngày 1 tháng 4, Tench được lệnh tham gia tuyến tuần tra của tàu ngầm nhằm phát hiện phản ứng từ những tàu chiến còn lại của hải quân đối phương. Nó đang hoạt động ngoài khơi bờ biển phía Tây Nhật Bản khi lực lượng đặc nhiệm của thiết giáp hạm Yamato xuất phát vào ngày 6 tháng 4 để đối đầu với lực lượng Đồng Minh. Vì Yamato di chuyển qua eo biển Bungo ngoài phạm vi tuần tra của Tench, đối phương bị tàu ngầm Threadfin (SS-410) phát hiện và gửi báo động. Tuyến tuần tra tàu ngầm sau đó được giải thể, và Tench đi đến khu vực hoạt động trong biển Hoa Đông để tiếp tục phục vụ tìm kiếm và giải cứu. Nó cứu được phi công và điện báo viên một máy bay ném bom bổ nhào của tàu sân bay Essex (CV-9) vào ngày 8 tháng 4, rồi kết thúc chuyến tuần tra và về đến Guam vào ngày 14 tháng 4.

#### Chuyến tuần tra thứ hai
Sau khi được tái trang bị và nghỉ ngơi, dưới quyền chỉ huy của Trung tá Hải quân Thomas Slack Baskett, Tench lại lên đường vào đầu tháng 5 cho chuyến tuần tra thứ hai. Nó tiếp tục hoạt động gần chính quốc Nhật Bản, nhưng chuyển đến khu vực eo biển Tsugaru giữa Honshū và Hokkaidō, là lối ra vào phía Bắc của biển Nhật Bản. Nó có nhiệm vụ đánh phá tuyến đường hàng hải liên lạc giữa quần đảo Kuril và Tokyo. Nó đụng độ một tàu chiến đối phương vào ngày 25 tháng 5 lúc đang di chuyển trên mặt nước, phát hiện một kính tiềm vọng đang tiếp cận trong sương mù. Tench lập tức lặn xuống, dò được tín hiệu sonar và lẫn tránh thành công. Trong những ngày tiếp theo nó không bắt gặp mục tiêu nào có giá trị, và chỉ sử dụng hải pháo tiêu diệt nhiều thuyền buồm, thuyền đánh cá và tàu nhỏ.
Vào chiều tối ngày 1 tháng 6, Tench bắt gặp chiếc Mikamisan Maru (861 tấn) đang di chuyển dọc bờ biển đảo Honshū. Nó theo dõi mục tiêu cho đến 07 giờ 00 sáng hôm sau, khi mục tiêu đi cách bờ biển khoảng nữa hải lý (900 m); Tench tấn công trên mặt nước, đánh chìm chiếc tàu buôn với hai quả ngư lôi trúng đích. Hai ngày sau đó, một quả ngư lôi trúng đích tiếp tục đánh chìm chiếc Ryujin Maru (517 tấn). Trong suốt năm ngày tiếp theo chiếc tàu ngầm tuần tra tại khu vực eo biển, né tránh máy bay và tàu tuần tra đối phương nhưng không tìm thấy mục tiêu nào phù hợp. Đến ngày 9 tháng 6, nó bắt gặp mục tiêu lớn nhất: tàu buôn Kamishika Maru (2.857 tấn). Sau khi phóng ngư lôi đánh chìm mục tiêu trong một đợt tấn công ngầm, Tench phải lặn suốt ngày hôm đó để né tránh các đợt phản công của đối phương. Sang ngày hôm sau nó lại phá hủy thêm chiếc tàu chở dầu Shoei Maru số 6 (834 tấn); và lại phải ẩn nấp để né tránh phản công của máy bay và tàu chiến đối phương.
Vào ngày 11 tháng 6, Tench đối đầu một tàu khu trục Nhật Bản trong một đợt tấn công ban đêm. Sau khi phóng một loạt ngư lôi phía mũi nhắm vào mục tiêu, nó bẻ lái để đổi hướng rút lui, nhưng một trinh sát viên phát hiện một trong các quả ngư lôi Mark 14 chạy theo một vòng tròn rộng và hướng đến chiếc tàu ngầm. Tench bẻ lái gấp để né tránh nhưng quả ngư lôi tiếp tục theo hướng va chạm với con tàu, nhưng cuối cùng may mắn cũng đến khi quả ngư lôi đi sâu hơn và băng qua ngay bên dưới đuôi tàu. Tench tiếp tục rút lui mà không theo dõi kết quả đợt tấn công. Nó dành ra năm ngày tiếp theo truy tìm tàu bè đối phương nhưng chỉ đánh chìm một tàu đánh cá bằng hải pháo, trước khi quay trở về Midway và kết thúc chuyến tuần tra.

#### Chuyến tuần tra thứ ba
Sau khi được tái trang bị, Tench khởi hành cho chuyến tuần tra thứ ba, và lại băng qua eo biển Colnett vào ngày 29 tháng 7 để tiến vào biển Hoa Đông. Sang ngày hôm sau nó phá hủy một thuyền gỗ bằng pháo 40-mm và bắt giữ chín thuyền viên người Triều Tiên. Sau khi trải qua một cơn bão trong biển Hoa Đông từ ngày 2 đến ngày 4 tháng 8, nó phóng thích các tù binh trên một thuyền nhỏ gần bờ biển Triều Tiên vào ngày 6 tháng 8. Xế trưa ngày hôm đó, chiếc tàu ngầm áp sát đảo Osei bên bờ biển phía Tây của bán đảo Triều Tiên, nơi nó dùng hải pháo phá hủy nhiều thuyền nhỏ cùng các cơ sở cảng trên bờ. Sau đó Tench tiến vào vịnh Bột Hải giữa bán đảo Liêu Đông và bán đảo Sơn Đông. Tại đêy vào ngày 9 tháng 8, nó trồi lên mặt nước giữa sương mù để phóng ngư lôi đánh chìm một tàu kéo đang kéo theo hai sà lan lớn. Trong khi chiếc tàu ngầm rút lui, hai máy bay ném bom Mitsubishi G4M đi đến phản công, ném một quả bom xuống cách mạn trái con tàu 500 yd (460 m). 
Mặc dù xung đột kết thúc sáu ngày sau đó, khi Nhật Bản chấp nhận đầu hàng vào ngày 15 tháng 8, Tench tiếp tục tuần tra dho đến ngày 28 tháng 8, khi nó lên đường quay trở về căn cứ, đi đến Guam vào ngày 2 tháng 9. Nó tiếp tục hành trình quay trở về Hoa Kỳ ngang qua Trân Châu Cảng và Balboa, Panama, về đến New London, Connecticut vào ngày 6 tháng 10. Tench được cho xuất biên chế vào tháng 3, 1946 và được đưa về thành phần dự bị tại New London.

### 1950 - 1970
Vào tháng 10, 1950, Tench được đưa ra khỏi thành phần dự bị để được nâng cấp trong khuôn khổ Dự án GUPPY IA. Sau khi được hiện đại hóa nhằm cải thiện tính ăng lặn dưới nước, nó nhập biên chế trở lại tại Norfolk, Virginia vào tháng 1, 1951 dưới quyền chỉ huy của Hạm trưởng, Trung tá Hải quân Frederiek N. Russell.
Tench tiến hành các hoạt động huấn luyện thường lệ dọc theo vùng bờ Đông Hoa Kỳ, thoạt tiên từ căn cứ Norfolk trong thành phẩn Hải đội Tàu ngầm 6. Con tàu được phái sang hoạt động tại Địa Trung Hải vào tháng 1, 1952, và khi quay trở về Hoa Kỳ ba tháng sau đó, nó tiếp tục hoạt động tại vùng bờ Đông và vùng biển Caribe. Trong đêm 13 tháng 1, 1955, nó gặp tai nạn mắc cạn tại vùng nước nông 10 ft (3,0 m), ở vị trí 1.500 yd (1,4 km) về phía Đông hải đăng mũi Henry, nhưng đã tự thoát được khi thủy triều lên cao.
Vào mùa Hè năm 1955, Tench được điều động sang Hải đội Tàu ngầm 2, đặt căn cứ tại New London, Connecticut. Ngoài các cuộc tập trận hạm đội thường lệ, bao gồm Tập trận ICEX vào mùa Xuân năm 1960, nó còn phục vụ như tàu huấn luyện cho Trường Tàu ngầm New London. Nó rời căn cứ này vào tháng 10, 1961 cho một lược phục vụ cùng Đệ Lục hạm đội tại khu vực Địa Trung Hải, kéo dài cho đên đầu năm 1962. Tại vùng bờ Đông, ngoài nhiệm vụ huấn luyện cùng trường tàu ngầm, nó còn tham gia một loạt các đợt huấn luyện chống tàu ngầm cho các đơn vị không lực và hạm tầu nổi khác. Đến đầu tháng 4, 1966, Tench lại có một lượt hoạt động cùng Đệ Lục hạm đội tại Địa Trung Hải, kéo dài trong bốn tháng, và khi hoàn tất đã quay trở về New London.
Vào cuối mùa Hè và đầu mùa Thu năm 1968, Tench tham gia cuộc Tập trận Silvertower trong khuôn khổ Khối NATO tại khu vực phía Đông Đại Tây Dương. Trong lượt hoạt động này nó đã viếng thăm các cảng Anh, Đức và Bồ Đào Nha trước khi quay trở về New London vào ngày 4 tháng 11. Nó được xếp lại lớp như một tàu ngầm phụ trợ với ký hiệu lườn mới AGSS-417 vào ngày  1 tháng 10, 1969, rồi được đưa về thành phần dự bị tại Philadelphia, Pennsylvania, cho đến khi được cho xuất biên chế vào ngày 8 tháng 5, 1970, và tiếp tục neo đậu tại Philadelphia.
Tên nó được cho rút khỏi danh sách Đăng bạ Hải quân Hoa Kỳ vào ngày 16 tháng 8, 1973. Chiếc tàu ngầm sau đó được bán cho Peru vào ngày 16 tháng 9, 1976 để sử dụng làm nguồn phụ tùng.

## Phần thưởng
Tench được tặng thưởng ba Ngôi sao Chiến trận do thành tích phục vụ trong Thế Chiến II. Nó được ghi công đã đánh chìm bốn tàu Nhật Bản với tổng tải trọng 5.069 tấn.
|                                         |  |  |
| Bronze star · Bronze star · Bronze star |  |  |

| Dãi băng Hoạt động Tác chiến                                            | Dãi băng Hoạt động Tác chiến         | Huân chương Chiến dịch Hoa Kỳ        | Huân chương Chiến dịch Hoa Kỳ         |
| Huân chương Chiến dịch Châu Á-Thái Bình Dương với 3 Ngôi sao Chiến trận | Huân chương Chiến thắng Thế Chiến II | Huân chương Chiến thắng Thế Chiến II | Huân chương Phục vụ Phòng vệ Quốc gia |